# 30125 Mikekiser
30125 Mikekiser è un asteroide della fascia principale. Scoperto nel 2000, presenta un'orbita caratterizzata da un semiasse maggiore pari a 2,3844999 UA e da un'eccentricità di 0,0936981, inclinata di 5,14269° rispetto all'eclittica.